# Colombia Humana
Colombia Humana es un partido político colombiano fundado en 2011 bajo el nombre de "Movimiento Progresistas". Es liderado por el Presidente de la República de Colombia, Gustavo Petro.
Este movimiento ha promovido ideas como: la protección de los derechos humanos, la aplicación de los distintos criterios de la Justicia Social en el país, el cuidado del medio ambiente, una igualdad de derechos entre hombres y mujeres, industrialización y modernización agraria, entre otros.
El partido, con la candidatura de Gustavo Petro, logró la votación más alta de un candidato presidencial en la historia de Colombia, obteniendo 11 281 013 de votos en la elección presidencial de 2022.
El movimiento ha sido blanco de amenazas de organizaciones paramilitares. El 13 de junio de 2025 inició el proceso de fusión con los partidos Polo Democrático Alternativo, Unión Patriótica y Partido Comunista Colombiano para crear una nueva colectividad denominada Pacto Histórico, reemplazando a la coalición homónima.

## Historia

### Movimiento Progresistas

Logo del Movimiento Progresistas

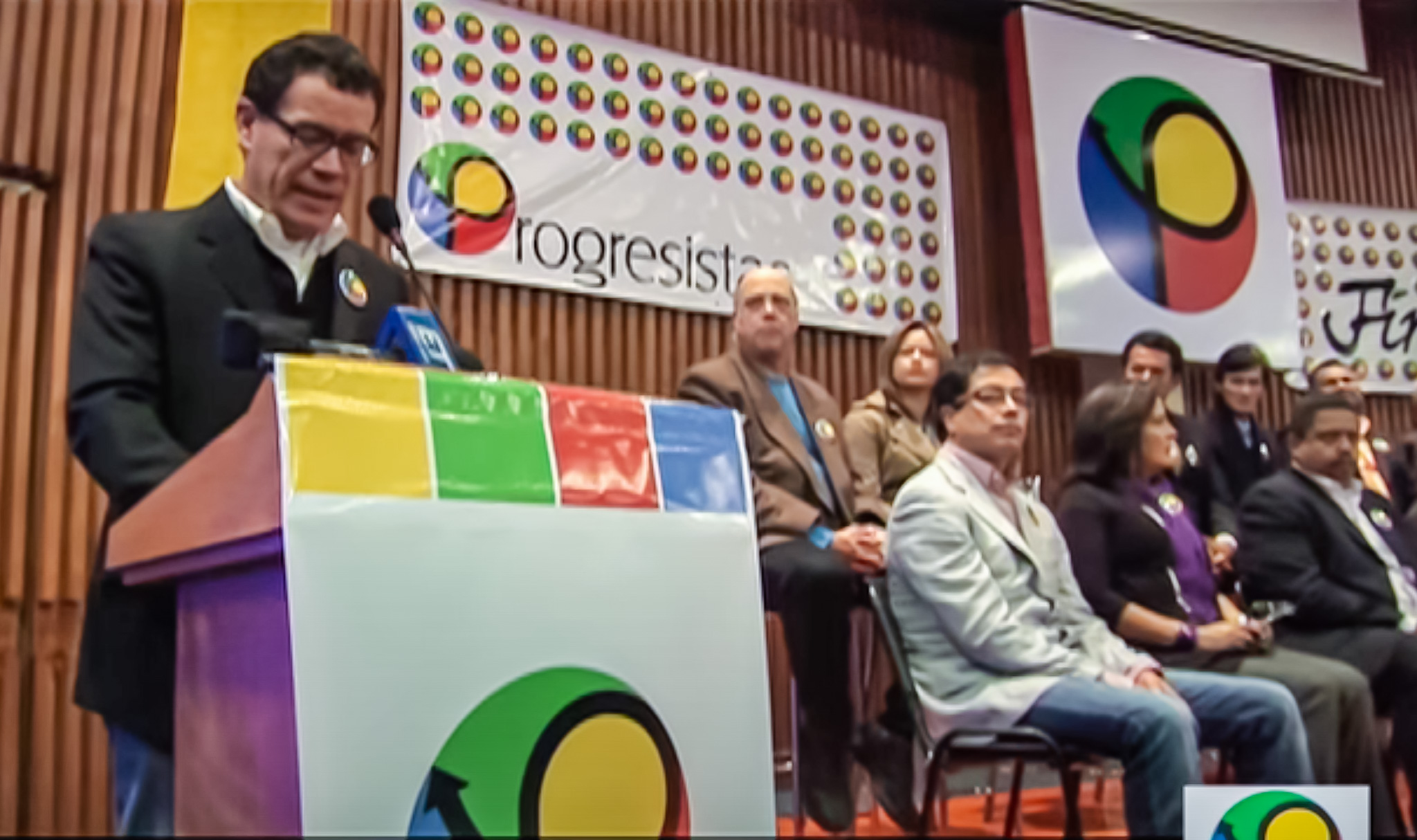
Inauguración del movimiento Progresistas en marzo de 2011.

Varios de los fundadores del movimiento venían, al igual que Gustavo Petro, de renunciar al Polo Democrático Alternativo luego de que el 2 de agosto de 2010 en reunión del Comité Ejecutivo Nacional de ese partido, Petro reclamara asumir la presidencia del Polo valiéndose de los 1,3 millones de votos obtenidos en las elecciones presidenciales de 2010; sin embargo por decisión de la mayor parte de la mesa directiva, Clara López fue ratificada como presidenta del partido. López alcanzó el respaldo de más de 25 miembros del Comité, mientras que Petro solamente logró el respaldo de 7, por lo que decidió crear su propio movimiento.
El movimiento participa en las elecciones locales de Bogotá de 2011, un grupo de ciudadanos liderados por Gustavo Petro recolectó en la ciudad de Bogotá cerca de 300 000 firmas para inscribir candidaturas a las Juntas Administradoras Locales, 60 000 para inscribir una lista al Concejo Distrital encabezada por Carlos Vicente de Roux y 120.000 firmas para inscribir la candidatura del propio Petro a la Alcaldía de la ciudad.
Con el aval del movimiento, en las elecciones regionales de 2011 resultó elegido Petro como alcalde de Bogotá con más de 700 mil votos; también se eligieron 8 concejales en Bogotá, 1 en Mosquera (Cundinamarca), y algunos otros concejales en la región de la Costa Atlántica. 

#### Elecciones de 2014
Para las elecciones legislativas de 2014 el movimiento realizó un acuerdo programático con el Partido Verde, coalición que pasó a llamarse Alianza Verde, y bajo cuya personería jurídica postuló varios candidatos al Congreso, quedando elegido como senador Antonio Navarro y como representantes a la Cámara Inti Asprilla y Angélica Lozano. 
Luego de las elecciones regionales de Colombia de 2015 el periodista y activista Hollman Morris resultó elegido concejal por el movimiento con una de las votaciones más altas, mientras que la candidata del mismo a la alcaldía, María Mercedes Maldonado, renunció a su aspiración para concurrir en coalición con la candidata del Polo Democrático, Clara López.

### Colombia Humana

#### Elecciones de 2018
Gustavo Petro, tiempo después de dejar la alcaldía, decide aspirar a la presidencia de la República para las elecciones del 2018 por medio del mecanismo de recolección de firmas. Bajo el comité promotor llamado Colombia Humana el cual usa una simbología y colores similares al del movimiento que el exalcalde creó para llegar a la alcaldía e igualmente al eslogan de su administración Bogotá Humana, se dio a la tarea de recoger firmas con aras de inscribir su candidatura. El 11 de diciembre de 2017, último día según el calendario electoral para inscribir firmas para avalar candidaturas presidenciales, Petro llevó 850 000 firmas.
El 13 de diciembre de 2017 los líderes de partidos (Gustavo Petro, Aída Avella y Jesús Chávez) acordaron creación de la denominada coalición Lista de la Decencia conformada por los partidos Unión Patriótica, el Movimiento Alternativo Indígena y Social, la Alianza Social Independiente y la Colombia Humana con otros sectores de la izquierda para competir en las elecciones legislativas y presidenciales de 2018.
Durante la campaña y durante foros de encuentro con los demás candidatos, Petro hizo el llamado a lo que él denomina candidatos alternativos, o que defienden el Acuerdo de paz logrado con las FARC y el proceso de paz que se llevaba a cabo con el ELN, reformas sociales y económicas, y la lucha contra la corrupción, la necesidad de llegar a una coalición entre candidatos por medio de una consulta interna entre estos, para poder llevar un candidato único a las presidenciales para derrotar, tanto a Germán Vargas Lleras como al candidato Iván Duque Márquez del Centro Democrático, a los cuales ve como una amenaza a esos objetivos planteados. 

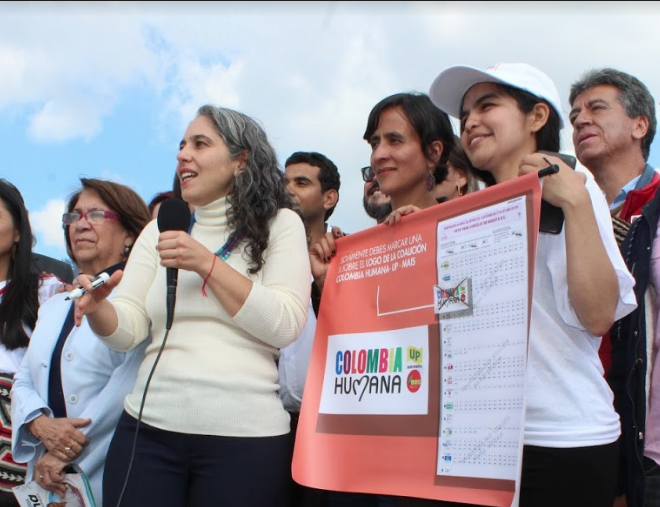
Reunión del grupo de Colombia Humana - UP en campaña al Concejo de Bogotá en 2021.

A algunos de los candidatos a los que llamó a la potencial coalición fueron Claudia López Hernández, Sergio Fajardo y a Humberto de la Calle, sin embargo sólo aceptó a Carlos Caicedo junto a su movimiento Fuerza Ciudadana quien luego de perder la consulta se unió a Gustavo Petro sumándose a los varios coequiperos que ya tenía trabajando en su campaña desde diciembre, entre otros Aldo Cadena, Jorge Rojas, Hollman Morris, Marco Emilio Hincapié y Blanca Inés Durán.[cita requerida]
Finalmente, Petro pierde en el balotaje frente a Iván Duque en las elecciones elecciones presidenciales de 2018. Petro obtuvo una curul en el Senado y Angela Robledo en la Cámara, gracias a la Ley de "estatutaria de la oposición" que otorga los curules a la segunda candidatura más votada.
En agosto de 2018 le fue negada la personería jurídica a Colombia Humana por parte del CNE. Este fallo se basa en que quien obtuvo el porcentaje de votos requeridos fue la coalición Decentes en su totalidad y no solo Colombia Humana, quien no cumpliría con el mínimo de votos requerido. También argumentan que el porcentaje de votos obtenidos por Petro en las elecciones presidenciales no son considerados pues, según la constitución, solo se le puede dar personería jurídica a partidos, movimientos y grupos significativos de ciudadanos que superen un porcentaje mayor al 3 % de los votos a nivel nacional en las elecciones parlamentarias.[cita requerida] Finalmente, el día jueves 16 de septiembre de 2021 la Sala Plena de la Corte Constitucional de Colombia ordenó —con ocho votos a favor y uno en contra— al Consejo Nacional Electoral otorgar la personería jurídica a Colombia Humana.
El partido ha recibido amenazas de supuestas organizaciones paramilitares, en particular las llamadas Águilas Negras. Figuras conocidas del partido como Gustavo Petro, Gustavo Bolívar y Hollman Morris llegaron a ser amenazados de muerte. Casi una docena de activistas de Colombia Humana han sido asesinados por razones políticas hasta el 2020.

#### Elecciones de 2022
Para las elecciones legislativas de 2022 el partido Colombia Humana fue uno de los principales fundadores de la coalición Pacto Histórico. Las personas que resultaron elegidas para el senado con el aval de Colombia Humana dentro de la coalición fueron Gloria Flórez, Isabel Zuleta, Alex Flórez, Esmeralda Hernández y Pedro Hernández Flórez. Así mismo el partido avaló a 13 de los representantes a la cámara que resultaron elegidos por la coalición dentro de los que se encuentran Agmeth Escaf, María Fernanda Carrascal, Jorge Bastidas Rosero y Carmen Ramírez Boscán.

## Ideología
Las ideas con las que se originó el movimiento fueron las mismas que defendió Gustavo Petro durante su campaña a la presidencia de Colombia en 2010 y con las que posteriormente buscó acuerdos con el presidente Juan Manuel Santos; solución al problema de las tierras, del agua y de las víctimas. Posteriormente ha enfocado sus ideas a la defensa de los Acuerdos de paz entre el Gobierno Santos y las FARC-EP, y de la Constitución de 1991. A su vez, en el gran marco de la redistribución de la tierra y la vinculación de las ciudadanías al saber, las redes y la tecnología, adoptará medidas para generar y mantener el empleo decente con una importante serie de medidas para que la población no dependa de los subsidios y pueda escapar a la trampa de la pobreza.
Por otra parte, su líder Gustavo Petro expresa que la propuesta de Colombia Humana es un desarrollo a un «poscapitalismo» caracterizado por el «trabajo libre asociado a partir de los saberes». De igual manera, Petro ha expresado que su país «no necesita socialismo, necesita democracia y paz». Petro manifiesta que su propuesta actual es desarrollar el «capitalismo democrático», aclarando, «no porque nos guste, sino porque primero tenemos que superar la premodernidad en Colombia, el feudalismo, la nueva esclavitud». En su primera entrevista como presidente electo mencionó la necesidad de que Colombia expanda sus "fuerzas productivas", para ello utilizaría como herramienta «un capitalismo democrático, regulado frente al medio ambiente, la dignidad humana y laboral».
Igualmente en el orden económico, Petro ha enfatizado en una política de industrialización y modernización agraria, pero que la misma también se desligue de las dinámicas del carbón y el petróleo. Asimismo, sostiene que la economía debe entenderse de otra manera y que «los empresarios deberían ser la vanguardia de ese cambio». De igual forma, Petro asegura que se debe fomentar cierto proteccionismo para lograr todo esto. En cuanto a la reforma agraria, Petro asegura inspirarse en el ejemplo de Japón en esta materia y plantea aumentar los impuestos a la tierra improductiva. Al mismo tiempo, también promueve una reforma tributaria progresiva que garantice necesidades sociales que el mercado no brinde. De igual manera, el programa de gobierno de Petro propone que la economía colombiana transite de una economía basada en el carbón y el petróleo hacia una basada en energías renovables, de manera que gradualmente se supere el modelo extractivista.
En el plano de internacional, Petro defiende renegociar los tratados de libre comercio, consolidar un comercio exterior que dinamice la producción nacional y regional, promover una política de no intervencionismo y desarrollar una política regional y mundial contra el cambio climático.
En una entrevista de CNN en Español, Hollman Morris, concejal de Bogotá y asesor de comunicaciones del partido de Gustavo Petro, aclaró que el partido Colombia Humana se iba a desmarcar de las ideas de izquierda radical y se basaría en propuestas relacionadas con el progresismo, Morris aclaró a CNN que ciertas propuestas de Colombia Humana eran parecidas a las políticas de Andrés Manuel López Obrador.
Colombia Humana se ha descrito como un proyecto feminista. Sin embargo, Gustavo Petro ha sido crítico del feminismo de la «esfera intelectual de la gran ciudad, sin vinculación con la población», defendiendo en contraposición lo que él denomina «feminismo popular». Asimismo, Petro afirmó que no era «proaborto», sino partidario del «aborto cero», especificando que se debe trabajar en políticas que eviten que las mujeres tengan que recurrir a dicho procedimiento, pero siendo partidario de este hasta la semana 14. Por su parte, distintos sectores del feminismo colombiano han cuestionado distintas posturas tanto del partido como de Petro en política feminista. Por otro lado, el programa de gobierno de Gustavo Petro señala que los cargos públicos deben ser ocupados en un 50 % por mujeres y se desarrollaría un plan integral contra el feminicidio en Colombia.
En otro orden de ideas, Petro ha propuesto profundizar la participación ciudadana en las decisiones públicas incluyendo presupuestos participativos, amplificar los territorios colectivos de las comunidades indígenas y afrodescendientes en el país, así como garantizar derechos para la comunidad LGTB en Colombia.
Sobre la seguridad ciudadana, Petro señala que el delito debe verse de forma «multidimensional», lo cual implicaría desde su postura que no solo se corrige con cárcel y policías, sino también con políticas «fuertes» de inclusión social. Asimismo, en cuanto a la defensa pública, Petro es partidario de abolir el servicio militar obligatorio y reformar a las fuerzas armadas de su país para que no existan «barreras para el ascenso» dentro de esta institución. De igual manera, el programa de gobierno de Petro prioriza una política de protección hacia los líderes sociales del país y garantizar atención y reparación para las víctimas del conflicto armado colombiano.
En materia sanitaria, las propuestas de Gustavo Petro promueven establecer un sistema único, público y universal de salud no dependiente de la capacidad de pago de cada persona que sea financiado a través de impuestos progresivos y cotizaciones equitativas. Asimismo, este sistema debe enfocarse en la salud preventiva e intercultural. De igual manera, se adhiere a concretar una agenda internacional que flexibilice los derechos de propiedad intelectual sobre los fármacos.

## Resultados electorales
|  | 32.22 % |

|  | 14.97 % |

|  | 18.29 % |

|  | 2.41 % |

|  | 14.09 % |

|  | 6.56 % |

|  | 18,72 % |

|  | 13.61 % |

|  | 3.4 % |

|  | 1.84 % |

|  | 16.95 % |

|  | 17.62 % |

|  | 25.08 % |

|  | 41.77 % |

|  | 40.32 % |

|  | 50.44 % |